# European Open 2016 - Qualificazioni singolare
Le qualificazioni del singolare dell'European Open 2016 sono state un torneo di tennis preliminare per accedere alla fase finale della manifestazione. I vincitori dell'ultimo turno sono entrati di diritto nel tabellone principale. In caso di ritiro di uno o più giocatori aventi diritto a questi sono subentrati i lucky loser, ossia i giocatori che hanno perso nell'ultimo turno ma che avevano una classifica più alta rispetto agli altri partecipanti che avevano comunque perso nel turno finale.

## Teste di serie
1. Pierre-Hugues Herbert (ultimo turno)
2. Nikoloz Basilašvili (primo turno)
3. Jozef Kovalík (qualificato)
4. Vincent Millot (primo turno)

1. Michael Berrer (qualificato)
2. Kenny de Schepper (ultimo turno)
3. Kimmer Coppejans (ultimo turno)
4. Marius Copil (qualificato)

## Qualificati
1. Marius Copil
2. Michael Berrer

1. Jozef Kovalík
2. Yannick Maden

## Tabellone

### Legenda
| - Q = Qualificato - WC = Wild card - LL = Lucky loser | - ALT = Alternate - SE = Special Exempt - PR = Protected Ranking | - w/o = Walkover - r = Ritirato - d = Squalificato |

### Sezione 1
|  | Primo turno | Primo turno           | Primo turno     | Primo turno | Primo turno |  |  | Ultimo turno | Ultimo turno          | Ultimo turno | Ultimo turno | Ultimo turno |  |
|  |             |                       |                 |             |             |  |  |              |                       |              |              |              |  |
|  | 1           | Pierre-Hugues Herbert | 4               | 6           | 7           |  |  |              |                       |              |              |              |  |
|  | WC          | Zizou Bergs           | 6               | 1           | 64          |  |  | 1            | Pierre-Hugues Herbert | 3            | 6            | 3            |  |
|  |             | Václav Šafránek       | Václav Šafránek | 3           | 0           |  |  | 8            | Marius Copil          | 6            | 4            | 6            |  |
|  | 8           | Marius Copil          | Marius Copil    | 6           | 6           |  |  |              |                       |              |              |              |  |

### Sezione 2
|  | Primo turno | Primo turno         | Primo turno         | Primo turno | Primo turno |  |  | Ultimo turno | Ultimo turno    | Ultimo turno    | Ultimo turno | Ultimo turno |  |
|  |             |                     |                     |             |             |  |  |              |                 |                 |              |              |  |
|  | 2           | Nikoloz Basilašvili | Nikoloz Basilašvili | 3           | 4           |  |  |              |                 |                 |              |              |  |
|  |             | Aleksej Vatutin     | Aleksej Vatutin     | 6           | 6           |  |  |              | Aleksej Vatutin | Aleksej Vatutin | 67           | 4            |  |
|  |             | Peter Torebko       | Peter Torebko       | 3           | 2           |  |  | 5            | Michael Berrer  | Michael Berrer  | 7            | 6            |  |
|  | 5           | Michael Berrer      | Michael Berrer      | 6           | 6           |  |  |              |                 |                 |              |              |  |

### Sezione 3
|  | Primo turno | Primo turno       | Primo turno      | Primo turno | Primo turno |  |  | Ultimo turno | Ultimo turno      | Ultimo turno      | Ultimo turno | Ultimo turno |  |
|  |             |                   |                  |             |             |  |  |              |                   |                   |              |              |  |
|  | 3           | Jozef Kovalík     | Jozef Kovalík    | 6           | 6           |  |  |              |                   |                   |              |              |  |
|  |             | Germain Gigounon  | Germain Gigounon | 2           | 1           |  |  | 3            | Jozef Kovalík     | Jozef Kovalík     | 6            | 7            |  |
|  | PR          | Albano Olivetti   | 1                | 7           | 4           |  |  | 6            | Kenny de Schepper | Kenny de Schepper | 4            | 6            |  |
|  | 6           | Kenny de Schepper | 6                | 68          | 6           |  |  |              |                   |                   |              |              |  |

### Sezione 4
|  | Primo turno | Primo turno      | Primo turno      | Primo turno | Primo turno |  |  | Ultimo turno | Ultimo turno     | Ultimo turno     | Ultimo turno | Ultimo turno |  |
|  |             |                  |                  |             |             |  |  |              |                  |                  |              |              |  |
|  | 4           | Vincent Millot   | Vincent Millot   | 3           | 2           |  |  |              |                  |                  |              |              |  |
|  |             | Yannick Maden    | Yannick Maden    | 6           | 6           |  |  |              | Yannick Maden    | Yannick Maden    | 6            | 6            |  |
|  | WC          | Pablo Andújar    | Pablo Andújar    | 6(1)        | 3           |  |  | 7            | Kimmer Coppejans | Kimmer Coppejans | 2            | 3            |  |
|  | 7           | Kimmer Coppejans | Kimmer Coppejans | 7           | 6           |  |  |              |                  |                  |              |              |  |